# 卡拉蘇克文化
卡拉蘇克文化（英語：Karasuk culture）分佈的範圍大約是從鹹海、窩瓦河一帶到葉尼塞河上游，時間約為公元前1500年到公元前800年，為阿凡納謝沃文化之後的青銅器時代文化。挖掘出大量完整的墳墓，目前至少有2000個墳墓是已知的。這個文化中重要的貿易區域則是從中國北部、貝加爾湖地區一直到黑海、烏拉山地區，造成了這區域文化的相似性。
在經濟上，他們是農業與畜牧業混合的型態，主要飼養的牲畜是綿羊。
他們對金屬的製造已經相當熟練了，曾發現過彎曲的青銅刀及韁繩。其中，他們的陶器被認為與內蒙古、中國內陸相近，而青銅刀則是與中國東北類似。
他們居住在類似豎穴式的房屋中，而將死者放入石棺，埋進庫爾幹式的墳墓中，並用長方形的石板圍住墳墓。
有些學者認為，此文化有可能是起源於蒙古、中國北部、韓國一帶，也有些學者認為此文化與使用葉尼塞語系或布魯夏斯基語的人有關，甚至提出了卡拉蘇克語系的說法，而所發現的骸骨則是顯示了此文化與中亞的高加索人有所關聯。
接續在卡拉蘇克文化後的是塔加爾文化（Tagar culture），兩文化所使用的埋葬地點重疊，這顯示了居住地也很相近。

## 外部參考資料
- JP Mallory, "Karasuk Culture", Encyclopedia of Indo-European Culture, Fitzroy Dearborn, 1997.